# Hexeline
Hexeline – polskie przedsiębiorstwo odzieżowe i dom mody założone w roku 1981 w Łodzi przez projektantkę mody Halinę Zawadzką. Pod nazwą Hexeline funkcjonuje od 1989 roku.

## Opis
Siedziba przedsiębiorstwa od początku istnienia znajduje się w Łodzi. W 1997 roku powstał pierwszy salon firmowy. Hexeline posiada salony na terenie całej Polski (m.in.: Bydgoszcz, Poznań, Warszawa, Katowice, Kraków, Wrocław).
Marka Hexeline rozpoznawana jest w wielu częściach świata. Odbiorcami kolekcji Hexeline są głównie rynki europejskie i azjatyckie. Kolekcje Haliny Zawadzkiej porównywane są z kolekcjami renomowanych światowych domów mody. Efektowne projekty tworzone są dla kobiet eleganckich w różnym wieku.
Przedsiębiorstwo zostało wielokrotnie wyróżniane w konkursie „Doskonałość Mody”, którego patronatem jest miesięcznik poświęcony modzie „Twój Styl”. Firma przyznaje również własną nagrodę – Hexetalent – podczas międzynarodowego konkursu dla młodych projektantów „OFF Fashion” w Kielcach.
Hexeline współpracuje ze znanymi polskimi modelkami (Agnieszka Martyna, Ilona Felicjańska, Ewa Pacuła, Violetta Kołakowska).